# Fotografía aérea

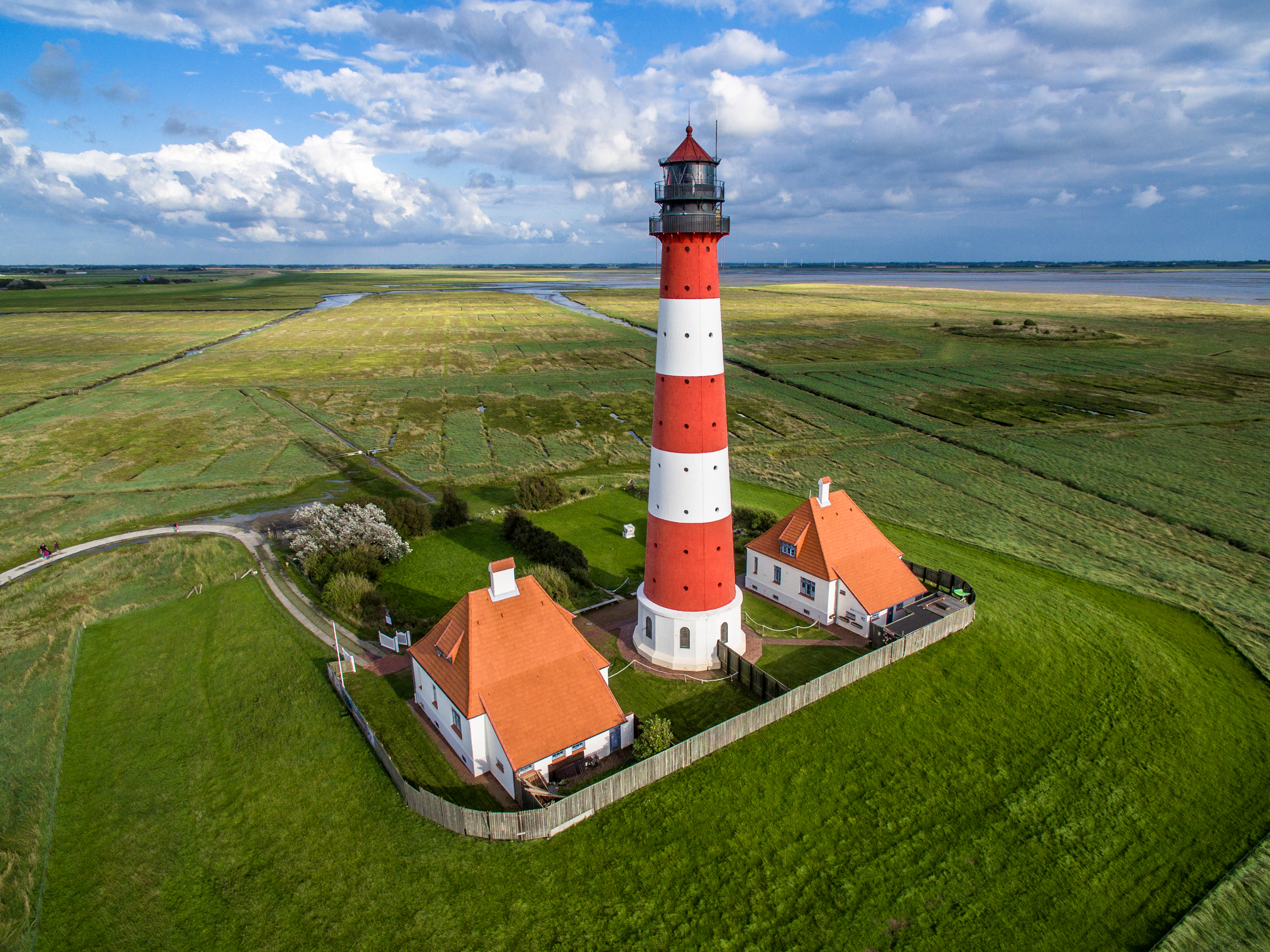
Una fotografía aérea del faro de Westerheversand, Alemania hecha con un dron

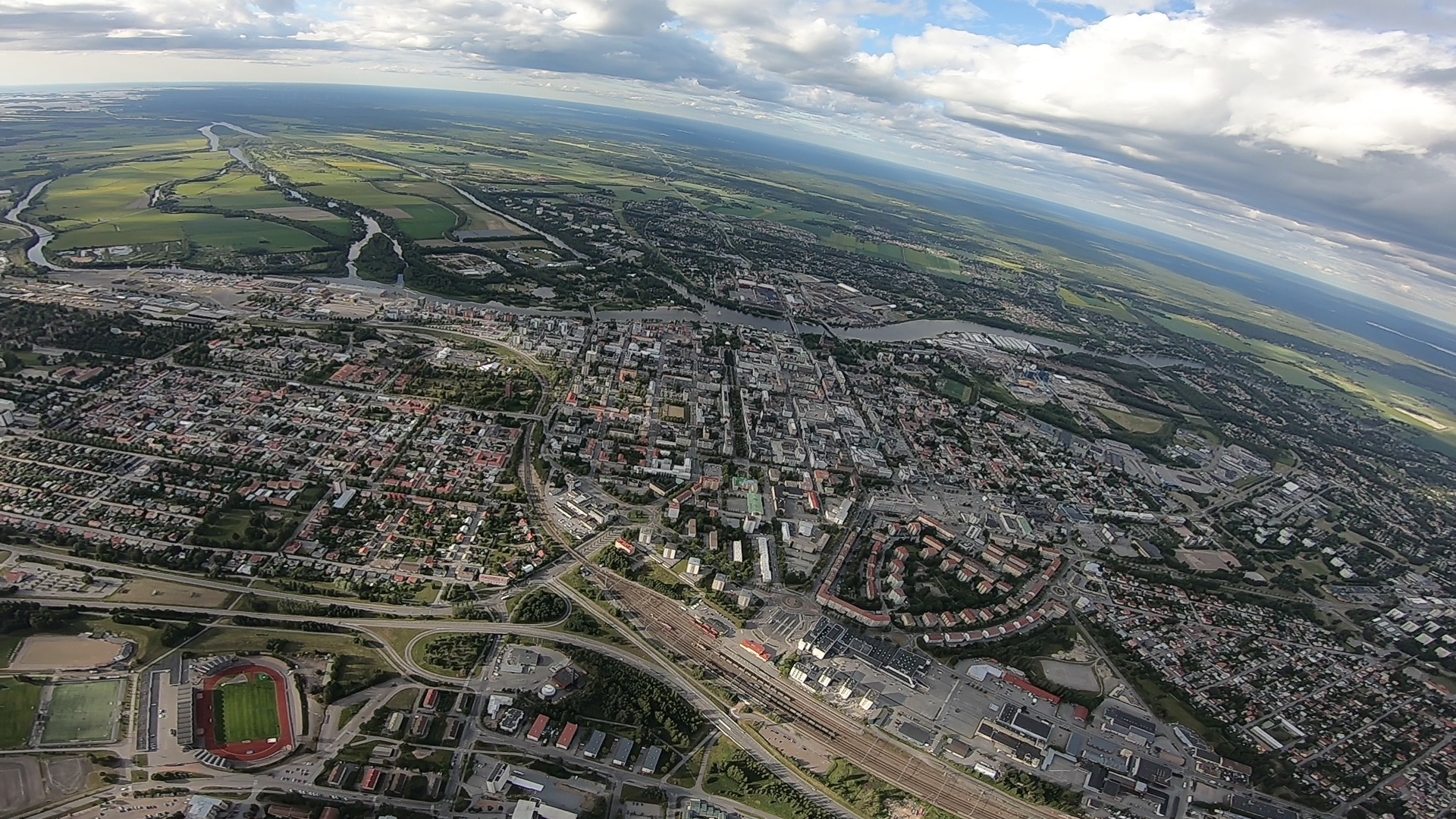
Una vista aérea de la ciudad de Pori, Finlandia

La fotografía aérea (o imágenes aéreas) es la toma de fotografías desde un avión u otras plataformas aéreas. Cuando se toman imágenes en movimiento también se le conoce como videografía aérea.
Las plataformas para fotografía aérea incluyen aviones , helicópteros , vehículos aéreos no tripulados (UAV o "drones"), globos aerostáticos, dirigibles, cohetes, palomas, cometas o el uso de cámaras de acción mientras se practica paracaidismo o traje de alas. Las cámaras portátiles pueden ser operadas manualmente por el fotógrafo, mientras que las cámaras montadas generalmente se operan de forma remota o se activan automáticamente.
La fotografía aérea generalmente se refiere específicamente a imágenes a vista de pájaro que se enfocan en paisajes y objetos de la superficie, y no debe confundirse con la fotografía aire-aire, donde uno o más aviones se utilizan como aviones de persecución que "persiguen" y fotografían otros aviones en vuelo. La fotografía elevada también puede producir imágenes a vista de pájaro que se parecen mucho a la fotografía aérea (a pesar de que en realidad no son tomas aéreas) cuando se realiza un teleobjetivo desde estructuras elevadas, suspendidas de cables (por ejemplo, Skycam) o en la parte superior de postes muy altos que son portátiles (por ejemplo, monopiés y palo para autofoto), fijados firmemente al suelo (por ejemplo, cámaras de vigilancia y tomas de grúa ) o montados sobre vehículos.